# Glabropilumnus gordonae
Glabropilumnus gordonae is een krabbensoort uit de familie van de Pilumnidae. De wetenschappelijke naam van de soort is voor het eerst geldig gepubliceerd in 1935 door Balss.